# Fidena ochrapogon
Fidena ochrapogon är en tvåvingeart som beskrevs av Wilkerson 1979. Fidena ochrapogon ingår i släktet Fidena och familjen bromsar.
Artens utbredningsområde är Colombia. Inga underarter finns listade i Catalogue of Life.